# Павлишак, Вацлав
Вацлав Павлишак (пол. Wacław Pawliszak; 23 мая 1866, Варшава, Царство Польское, Российская империя — 19 января 1905, там же) — польский художник.

## Биография
Родился в Варшаве в состоятельной семье. Начал обучаться живописи в Варшавских рисовальных классах под руководством Войцеха Герсона. В дальнейшем учился в Краковской академии искусств, где самым известным из его учителей был Ян Матейко.
Творческая манера Павлишка сформировалась под влиянием Матейко. Излюбленным направлением творчества художника являлась историческая живопись, также он уделял внимание ориентализму и книжной иллюстрации.
Будучи богатым человеком, Павлишак мог позволить себе путешествия и свободу в выборе тем для творчества. Однако он тяжело болел туберкулёзом, и, кроме того, отличался несговорчивым характером.

### Смерть
В 1904 году Павлишак предоставил свою картину для выставки на Салоне, проходившем в варшавской галерее Захента. Жюри Салона отклонило работу Павлишака. Возмущённый художник разослал членам жюри оскорбительные письма. Один из членов жюри, художник и скульптор Ксаверий Дуниковский, ответил на письмо в таком же тоне. 18 января 1905 года Павлишак встретил Дуниковского в ресторане и попытался публично дать ему пощёчину. Предвидя удар, Дуниковский выхватил револьвер и выстрелом в голову смертельно ранил Павлишака.
Павлишак скончался на следующий день и был похоронен на варшавском кладбище Старые Повонзки.

### Последствия
Трёхлетняя дочь художника осталась сиротой, так как он овдовел годом ранее.
Дуниковский был сперва арестован, но затем выпущен под залог в две тысячи рублей, и в дальнейшем избежал уголовной ответственности. Он прожил долгую жизнь, включавшую в себя несколько лет заключения в Освенциме, и в пожилом возрасте считался одним из наиболее почитаемых официальных скульпторов-реалистов Польской Народной Республики. В знаменитой королевской вилле Дворец Круликарня с 1965 года его музей.

## Галерея

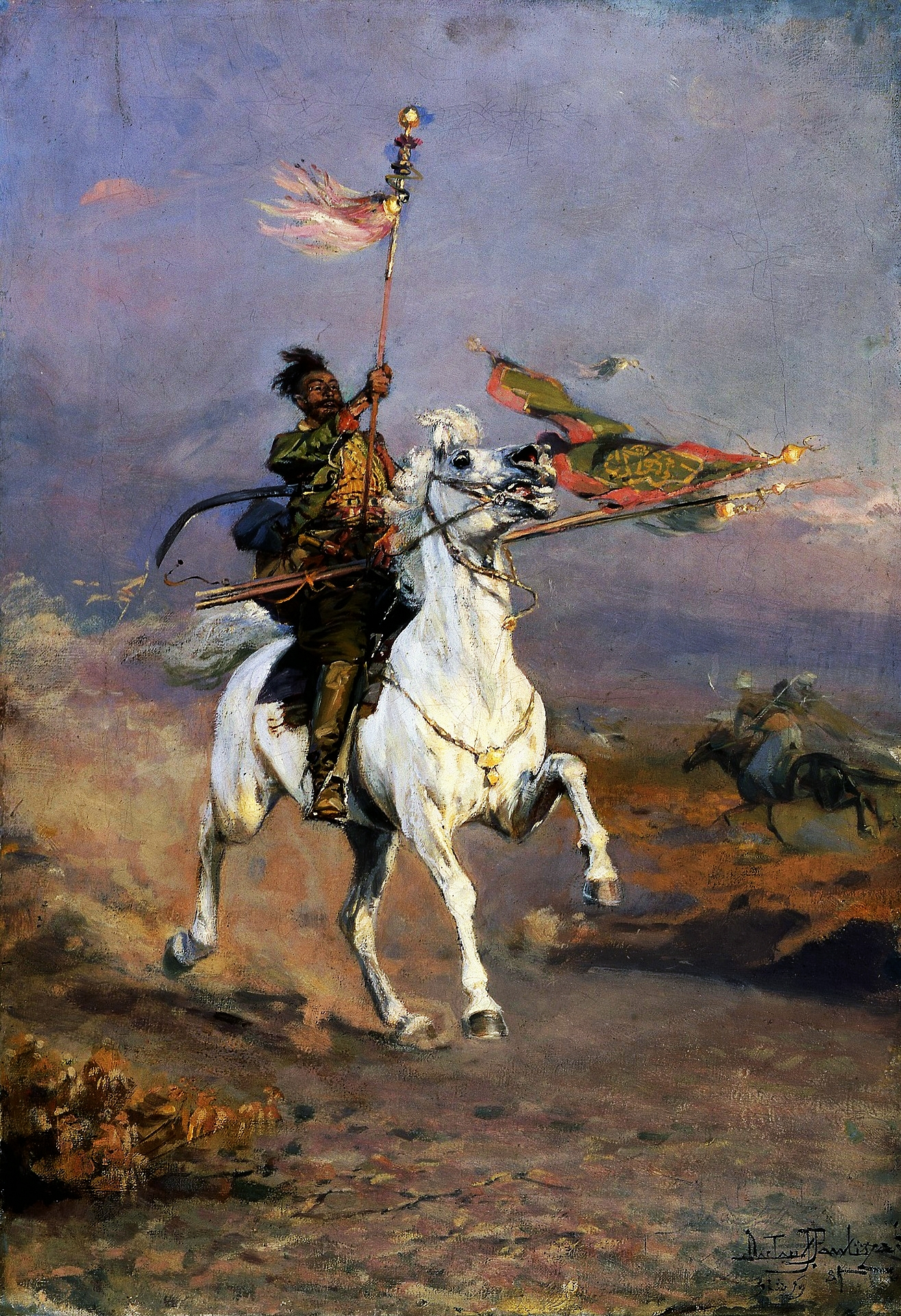
Захваченные бунчуки
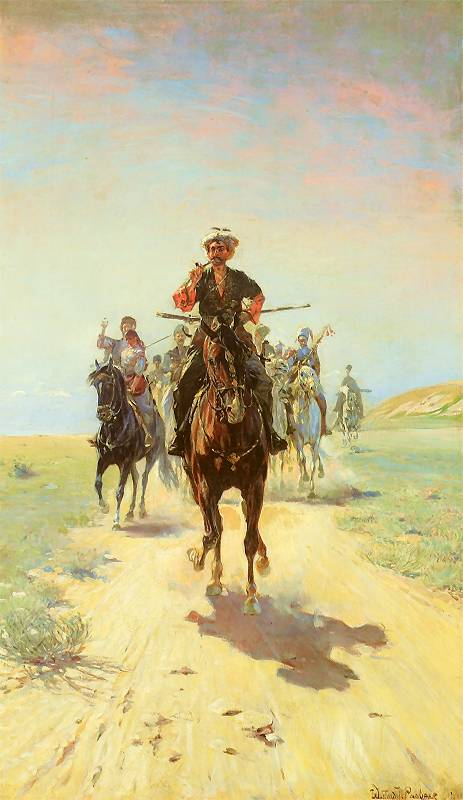
Возвращение с невестой
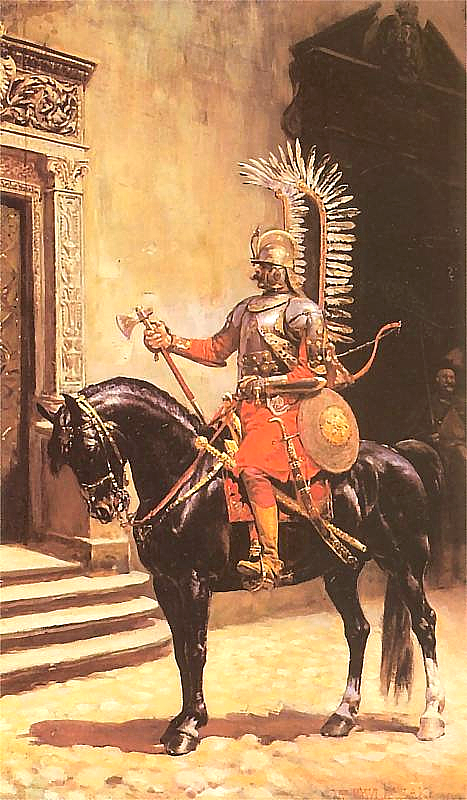
Гвардеец гетмана
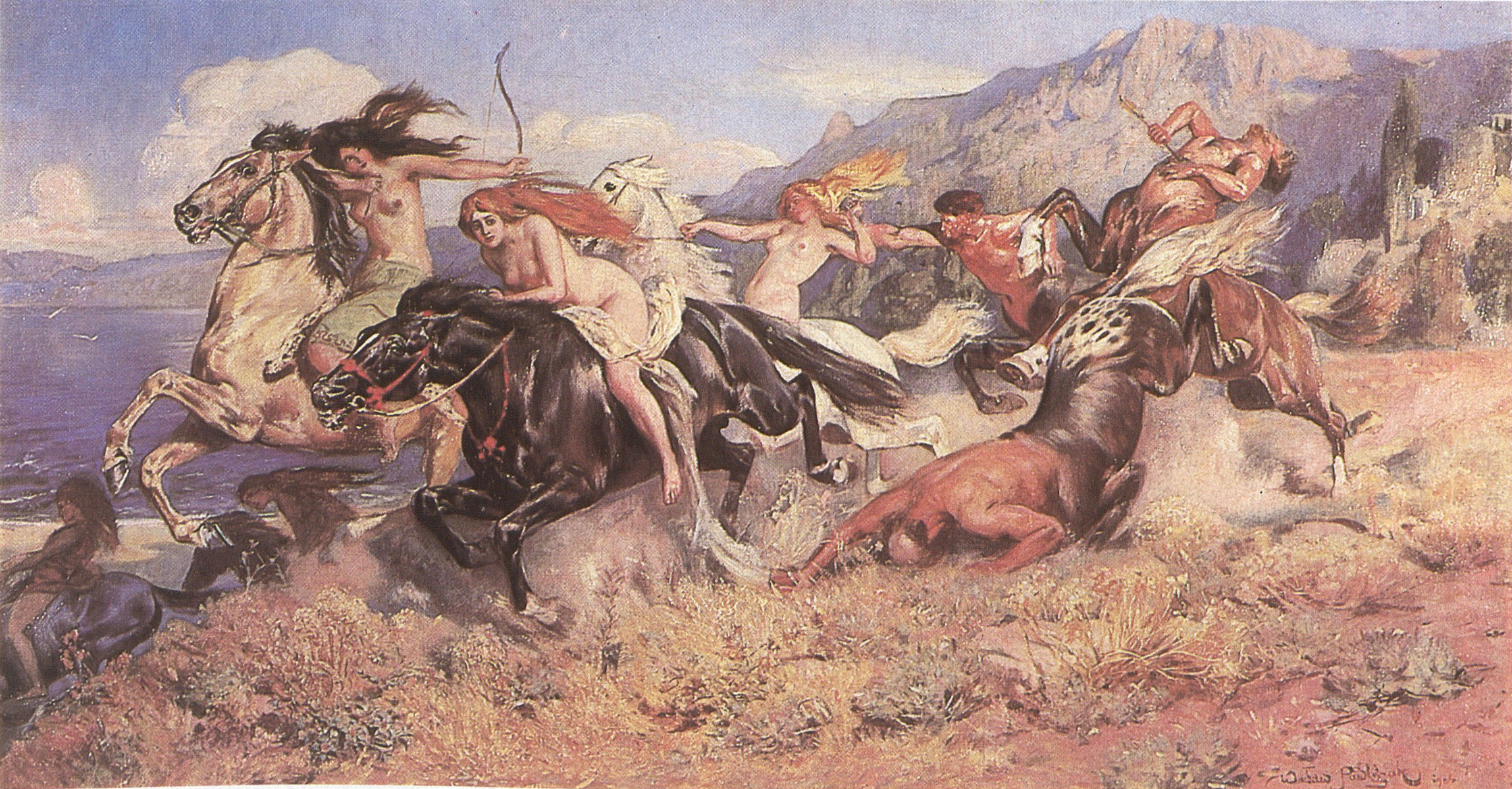
Битва кентавров с амазонками[К 3]
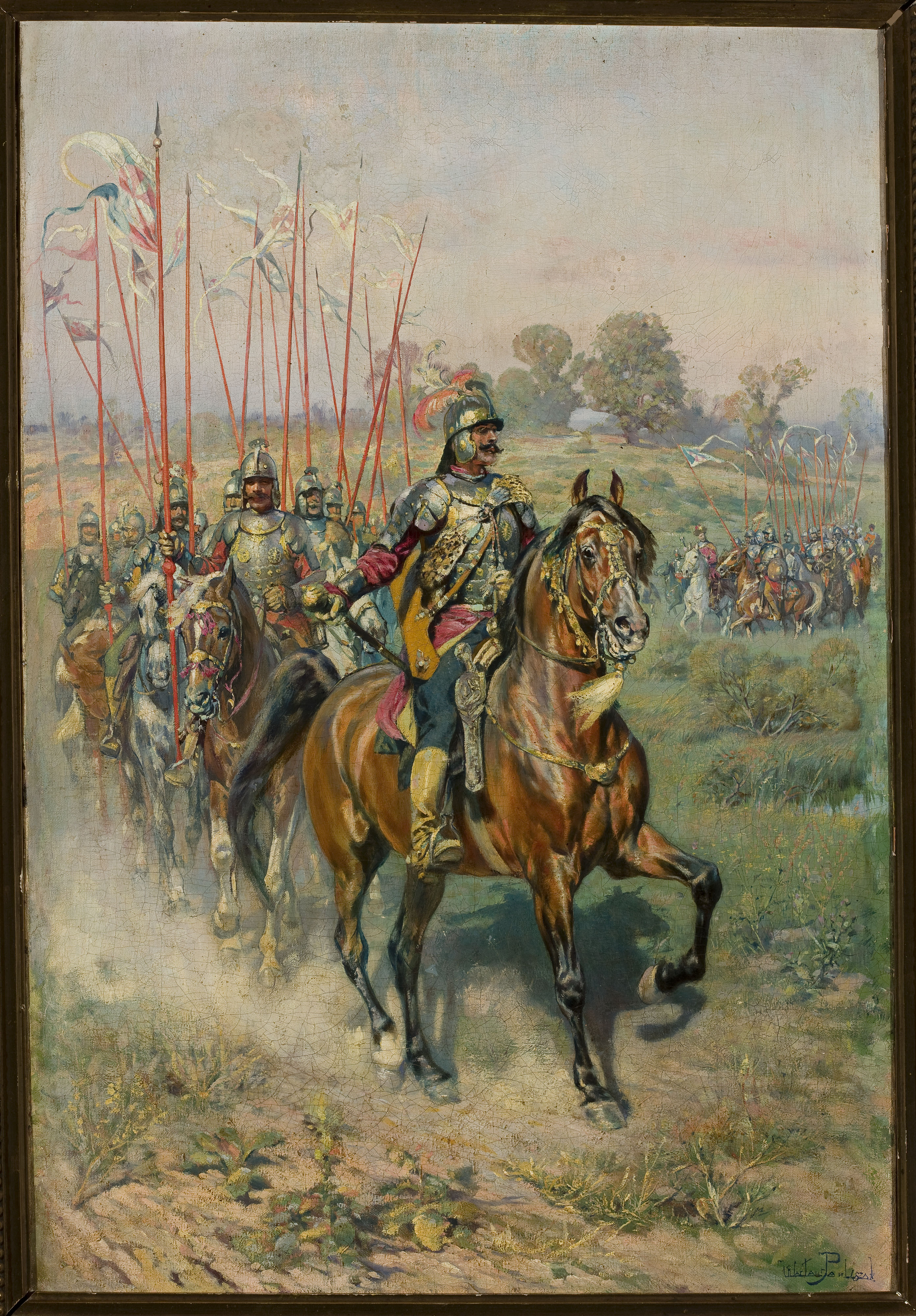
Польские гусары на марше
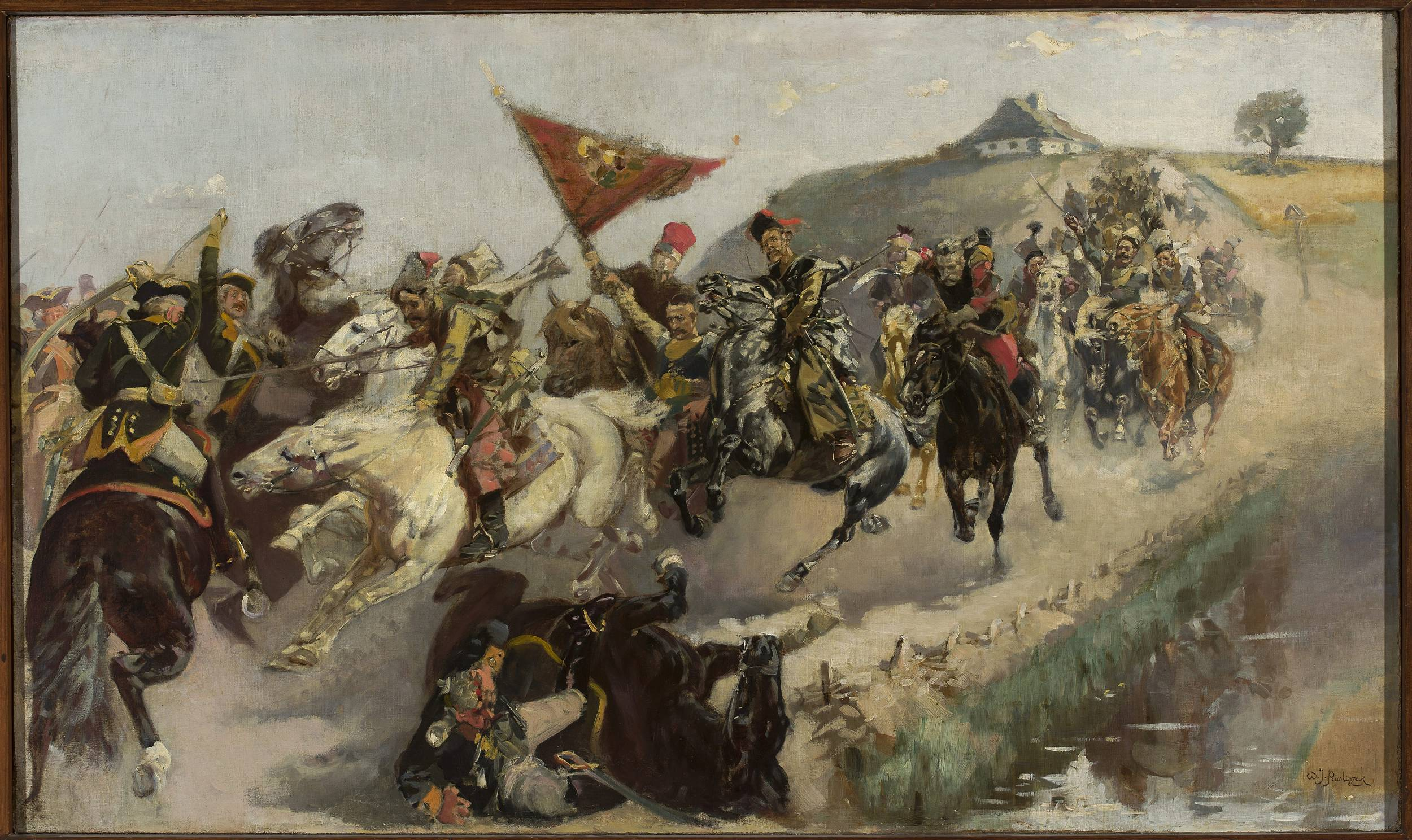
Стычка поляков (справа) с русской регулярной кавалерией (в мундирах, слева) времён Барской конфедерации

## Комментарии
1. ↑  В данном случае под Салоном понимается особый тип художественной выставки, для участия в которой картины художников-претендентов сперва отбирались специально созданным жюри. Затем среди отобранных на выставку картин, в свою очередь, выбирались победители, награждаемые медалями Салона (нередко, как в спорте, золотой, серебряной и бронзовой). После окончания очередного Салона, картины, как правило, продавались коллекционерам. Отказ от допуска картины на Салон мог быть оскорбительным для профессионального художника.
2. ↑  Варшава в то время входила в состав России,  так что расчёты производились в рублях.
3. ↑  Вымышленный сюжет по мотивам древнегреческой мифологии.